# Polyalthia oblonga
Polyalthia oblonga este o specie de plante din genul Polyalthia, familia Annonaceae, descrisă de George King. Conform Catalogue of Life specia Polyalthia oblonga nu are subspecii cunoscute.